# Hội đồng Hợp tác Vùng Vịnh
Hội đồng Hợp tác các nước Ả Rập Vùng Vịnh (tiếng Ả Rập: مجلس التعاون لدول الخليج العربية), còn được gọi là Hội đồng Hợp tác Vùng Vịnh (tiếng Ả Rập: مجلس التعاون الخليجي; tiếng Anh: Gulf Cooperation Council, GCC) là một liên minh chính trị và kinh tế của tất cả các quốc gia Ả Rập ở Vịnh Ba Tư ngoại trừ Iraq, với nhiều mục tiêu kinh tế và xã hội. Được lập vào ngày 25 tháng năm 1981, với tổng diện tích 2.500.000 km2, Hội đồng bao gồm các quốc gia Vùng Vịnh Ba Tư gồm Bahrain, Kuwait, Oman, Qatar, Ả Rập Xê Út và Các tiểu vương quốc Ả Rập thống nhất. Thỏa thuận thống nhất kinh tế giữa các nước thành viên của Hội đồng Hợp tác Vùng Vịnh đã được ký kết vào ngày 11 tháng 11 năm 1981 tại Abu Dhabi.
Tất cả các nước thành viên đều theo thể chế quân chủ, bao gồm 3 nước quân chủ lập hiến (Qatar, Kuwait, và Bahrain), 2 nước quân chủ chuyên chế (Ả Rập Xê Út và Oman), và một nước quân chủ liên bang (Các Tiểu vương quốc Ả Rập Thống nhất bao gồm 7 bang, mỗi bang có mộtemir riêng). Đã có những thảo luận về việc gia nhập hội đồng của các nước như Jordan, Maroc, và Yemen.
Không phải tất cả các nước láng giềng Vùng Vịnh Ba Tư đều là thành viên của Hội đồng; Iran và Iraq hiện vẫn nằm ngoài tổ chức này, mặc dù cả hai quốc gia có bờ biển bên Vùng Vịnh. Iran không phải là một nước Ả Rập. Tư cách thành viên phụ của Iraq đã bị ngưng sau khi nước này tiến hành cuộc xâm lược Kuwait. Các nước thành viên đã thông báo rằng họ hỗ trợ các tài liệu của hiệp ước quốc tế với Iraq đã được thông qua tại Sharm El-Sheikh ngày 4-5 tháng 5 năm 2007. Tổ chức này kêu gọi hội nhập kinh tế khu vực với các nước láng giềng nhưng không có triển vọng gia nhập Iraq vào hội đồng.
Năm 2011 đã có đề nghị từ Ả Rập Xê Út để biến đổi hội đồng thành một "Liên minh vịnh Ba Tư" với những quan hệ chặt chẽ hơn về kinh tế, chính trị và quân sự, một thế cờ để quân bình với ảnh hưởng của hồi giáo Shia trong vùng từ Iran và các nước "mùa xuân Ả Rập". Tuy nhiên có sự chống đối từ các nước khác. Năm 2014, thủ tướng Bahrain Khalifa bin Salman Al Khalifa nói rằng những biến cố hiện tại nhấn mạnh sự quan trọng của đề nghị này.

## Thành lập
Hội đồng được thành lập tại Abu Dhabi vào ngày 25 tháng 5 năm 1981, ban đầu bao phủ diện tích 1.032.093 dặm vuông Anh (2.673.110 km2) với các thành viên là Bahrain, Kuwait, Oman, Qatar, Ả Rập Xê Út và Các Tiểu vương quốc Ả Rập Thống nhất. Hiệp định kinh tế thống nhất giữa các quốc gia của Hội đồng Hợp tác Vùng Vịnh được ký kết vào ngày 11 tháng 9 năm 1981 tại Abu Dhabi.

### Mục tiêu
Trong số các mục tiêu được công bố có:
- Chế định quy định tương đồng trong các lĩnh vực như tôn giáo, tài chính, mậu dịch, thuế quan, du lịch, lập pháp và hành pháp
- Khuyến khích tiến bộ khoa học và kỹ thuật trong công nghiệp, khai mỏ, nông nghiệp, tài nguyên nước và động vật
- Thành lập các trung tâm nghiên cứu khoa học
- Thiết lập các doanh nghiệp liên doanh
- Quân đội thống nhất (Lực lượng lá chắn bán đảo)
- Khuyến khích hợp tác trong khu vực tư nhân
- Tăng cường quan hệ giữa nhân dân trong khối
- Thiết lập một tiền tệ chung[13][14][15][16]

Tuy nhiên, Oman tuyên bố vào tháng 12 năm 2006 rằng họ không thể đáp ứng thời hạn mục tiêu. Sau tuyên bố rằng ngân hàng trung ương của liên minh tiền tệ sẽ đặt tại Riyadh thay vì UAE, UAE tuyên bố họ rút khỏi dự án liên minh tiền tệ vào tháng 5 năm 2009. Tên gọi Khaleeji được đề xuất làm tên cho tiền tệ này. Nếu trở thành hiện thực, liên minh tiền tệ GCC sẽ là liên minh tiền tệ siêu quốc gia lớn thứ nhì trên thế giới, tính theo GDP của khu vực tiền tệ chung.
Một số quốc gia trong hội đồng có tăng trưởng kinh tế nhanh nhất thế giới, phần lớn là nhờ bùng nổ thu nhập từ dầu thô và khí đốt cùng với bùng nổ xây dựng và đầu tư được hậu thuẫn từ nhiều thập niên tích trữ thu nhập từ tài nguyên. Trong một nỗ lực nhằm xây dựng một cơ sở thuế và nền tảng kinh tế trước khi thu nhập từ tài nguyên cạn kiệt, các nhánh đầu tư của UAE, bao gồm Cơ quan Đầu tư Abu Dhabi, nắm giữ tài sản trên 900 tỷ USD.
Khu vực cũng là một điểm mới nổi về tổ chức sự kiện, như Á vận hội 2006 tại Doha, Qatar. Doha cũng từng ứng cử bất thành Thế vận hội 2016. Qatar sau đó được lựa chọn đăng cai Giải bóng đá vô địch thế giới 2022 mặc dù thành tích nhân quyền kém cỏi.
Các kế hoạch phục hồi bị chỉ trích là lấn át khu vực tư nhân, không tạo lập các ưu tiên rõ ràng cho tăng trưởng, không khôi phục niềm tin của người tiêu dùng và nhà đầu tư, và phá hoại sự ổn định lâu dài.

### Biểu trưng
Biểu trưng của GCC gồm hai vòng tròn đồng tâm. Ở phần lên của vòng tròn lớn là cụm từ Basmala viết bằng tiếng Ả Rập và phần phía dưới là tên đầy đủ của hội đồng bằng tiếng Ả Rập. Vòng trong bên trong có chứa một hình lục giác nổi đại diện cho sáu thành viên của Hội đồng. Bên trong lục giác là một bản đồ bán đảo Ả Rập, lãnh thổ các thành viên được xóa biên giới và có màu nâu. Trên cạnh của lục giác là các màu tượng trưng cho quốc kỳ của sáu quốc gia thành viên.

## Kinh tế
Một thị trường chung khởi đầu vào ngày 1 tháng 1 năm 2008 với các kế hoạch nhằm thực hiện một thị trường đơn nhất nhất thể hoàn toàn. Nó mở cửa cho sự dịch chuyển của hàng hóa và dịch vụ. Tuy nhiên, việc thực hiện chậm trễ sau khủng hoảng tài chính năm 2009. Việc lập liên minh thuế quan bắt đầu vào năm 2003 và được hoàn thành và hoạt động đầy đủ vào ngày 1 tháng 1 năm 2015. Tháng 1 năm 2015, thị trường chung cũng được tích hợp hơn nữa, cho phép các công dân GCC bình đẳng hoàn toàn trong lao động tại khu vực chính phủ và tư nhân, bảo hiểm xã hội và hưu trí, sở hữu bất động sản, lưu động vốn, tiếp cận giáo dục, y tế và các dịch vụ xã hội khác trong toàn bộ các quốc gia thành viên. Tuy nhiên, một số chướng ngại được duy trì trong di chuyển tự do hàng hóa và dịch vụ. Phối hợp trong hệ thống thuế, tiêu chuẩn kế toán và lập pháp dân sự hiện đang tiến hành. Tính tương hỗ của trình độ chuyên nghiệp, giấy chứng nhận bảo hiểm và thẻ căn cước cũng đang được tiến hành.
Năm 2014, Bahrain, Kuwait, Qatar và Ả Rập Xê Út tiến hành các bước đi lớn nhằm đảm bảo thiết lập một tiền tệ duy nhất. Bộ trưởng Tài chính Kuwait nói rằng bốn thành viên tiến bước mạnh mẽ với liên minh tiền tệ song nói rằng một số "điểm kỹ thuật" cần được làm rõ. "Một thị trường chung và ngân hàng trung ương chung cũng sẽ xác định vị thế GCC là một thực thể sẽ có ảnh hưởng lớn đến hệ thống tài chính quốc tế". Việc thực hiện một tiền tệ duy nhất và lập một ngân hàng trung ương được Hội đồng Tiền tệ giám sát.
Hiện tại một tiền tệ GCC danh nghĩa duy nhất đang đã tồn tại trên một mức độ nhất định. Các doanh nghiệp mậu dịch sử dụng một rổ các tiền tệ GCC, ngay trước khi đồng euro lưu thông, Đơn vị Tiền tệ châu Âu (ECU) đã được sử dụng từ trước đó trong vai trò một phương thức hối đoái danh nghĩa. Các kế hoạch nhằm lưu thông một đơn vị tiền tệ duy nhất đã bị trì hoãn do khủng hoảng tài chính và khác biệt chính trị, trong khi UAE và Oman đã rút lui.
Hội đồng Hợp tác Vùng Vịnh thực hiện các dự án kinh tế chung nhằm xúc tiến và tạo điều kiện tích hợp. Các quốc gia thành viên hợp tác nhằm liên kết mạng lưới điện của họ. Một dự án liên kết nước được tiến hành và theo kế hoạch có thể sử dụng cục bộ vào năm 2020. Một dự án nhằm tạo ra giao thông hàng không chung cũng được công bố.
GCC cũng tiến hành các dự án đường sắt lớn nhằm liên kết bán đảo. Các tuyến đường sắt được dự tính đẩy mạnh mậu dịch liên khu vực trong khi giúp giảm tiêu thụ nhiên liệu. Trên 200 tỷ USD sẽ được đầu tư để phát triển khoảng 40.000 km mạng lưới đường sắt trên khắp GCC, theo lời Bộ trưởng Giao thông và Truyền thông Oman. Một dự án được ước tính có giá trị 15,5 tỷ USD theo kế hoạch hoàn thành vào năm 2018, sẽ liên kết sáu quốc gia thành viên thành một hành lang giao thông khu vực, tích hợp hơn nữa với các dự án đường sắt quốc gia, làm sâu thêm tích hợp kinh tế xã hội và chính trị.
Công ty đường sắt Ả Rập Xê Út Etihad Rail và chính phủ quốc gia đã chi hàng tỷ USD vào hạ tầng đường sắt nhằm tạo mạng lưới đường sắt để chuyên chở hàng hóa, liên kết các thành phố và giảm thời gian giao thông.

## Chính trị và quản trị
Hội đồng tối cao là cơ quan cao nhất của tổ chức, gồm nguyên thủ của các quốc gia thành viên. Đây là thực thể ra quyết định cao nhất của GCC. Hội đồng tối cao thiết lập tầm nhìn và mục tiêu của Hội đồng Hợp tác Vùng Vịnh. Quyết định trên các vấn đề trọng yếu cần phải được phê chuẩn nhất trí, trong khi các vấn đề thủ tục yêu cầu có đa số. Mỗi quốc gia thành viên có một phiếu.
Hội đồng Bộ trưởng gồm bộ trưởng ngoại giao của toàn bộ các quốc gia thành viên, ba tháng họp một lần. Cơ cấu chủ yếu chế định các chính sách và đề xuất thúc đẩy hợp tác và thực hiện phối hợp trong các quốc gia thành viên khi thi hành các dự án đang triển khai. Các quyết định của nó được đệ trình theo hình thức khuyến nghị đến Hội đồng Tối cao để phê chuẩn. Hội đồng Bộ trưởng cũng chịu trách nhiệm chuẩn bị cho hội nghị Hội đồng Tối cao và chương trình nghị sự tại đó. Thủ tục bỏ phiếu tại Hội đồng Bộ trưởng tương tự như tại Hội đồng Tối cao.
Ban Thư ký là nhánh hành chính của Hội đồng Hợp tác Vùng Vịnh, nó đưa ra các quyết định theo thẩm quyền và thi hành các quyết định do Hội đồng Tối cao hoặc Hội đồng Bộ trưởng phê chuẩn. Ban Thư ký cũng biên soạn các nghiên cứu liên quan đến hợp tác, phối hợp, và lập kế hoạch để hành động chung. Họ chuẩn bị các báo cáo định kỳ liên quan đến các công việc được GCC hoàn thành và về thi hành các quyết định của họ.
Ngày 15 tháng 12 năm 2009, Bahrain, Kuwait, Qatar và Ả Rập Xê Út tuyên bố lập một Hội đồng Tiền tệ để lưu thông một tiền tệ duy nhất cho liên minh. Ban hội đồng lập thời gian biểu và kế hoạch hành động nhằm lập một ngân hàng trung ương và chọn một chế độ tiền tệ, họp lần đầu vào ngày 30 tháng 3 năm 2010. Bộ trưởng Ngoại giao Kuwait Mohammad Sabah Al-Sabah nói vào ngày 8 tháng 12 năm 2009 rằng một tiền tệ duy nhất sẽ mất mười năm để thiết lập. Mục tiêu ban đầu là năm 2010. Oman và UAE sau đó tuyên bố rút khỏi tiền tệ được đề xuất.
Năm 2014, các động thái lớn được tiến hành nhằm đảm bảo ban hành một tiền tệ chung. Ngoại trưởng Kuwait nói rằng một tiền tệ sẽ được thực hiện mà không trì hoãn. Các cuộc đàm phán với UAE và Oman nhằm mở rộng liên minh tiền tệ được khôi phục.
Văn phòng Sáng chế GCC được phê chuẩn vào năm 1992 và thành lập ngay sau đó tại Riyadh, Ả Rập Xê Út. Các đơn thỉnh cầu được nộp và tiến hành bằng tiếng Ả Rập trước Văn phòng Sáng chế GCC tại Riyard, một văn phòng riêng biệt khỏi Văn phòng Sáng chế Ả Rập Xê Út.
Trong khởi nghĩa Bahrain 2011, Ả Rập Xê Út và UAE phái binh sĩ trên bộ đến Bahrain nhằm bảo vệ cơ sở hạ tầng sống còn như sân bay và đường sá. Kuwait và Oman kiềm chế không gửi quân. Thay vào đó, Kuwait phái đến một đơn vị hải quân.
Trong tháng 9 năm 2014, các thành viên GCC là Ả Rập Xê Út, Bahrain, UAE, Qatar cùng quốc gia đang đệ trình làm thành viên là Jordan khởi đầu chiến dịch oanh tạc chống ISIL tại Syria. Tuy nhiên, Ả Rập Xê Út và UAE nằm trong số các quốc gia phản đối Anh em Hồi giáo tại Syria, trong khi Qatar có lịch sử ủng hộ. Họ cũng cam kết các ủng hộ khác bao gồm vận hành cơ sở đào tạo cho phiến quân Syria (Ả Rập Xê Út) và cho phép quốc gia khác sử dụng các căn cứ không quân của mình để chiến đấu với ISIL.
Tổ chức Tiêu chuẩn hóa GCC (GSO) bao gồm cả Yemen.
Tổ chức Vùng Vịnh về Tư vấn Công nghiệp (GOIC) được thành lập vào năm 1976 bởi UAE, Ả Rập Xê Út, Oman, Qatar và Kuwait, và đến năm 2009, Yemen gia nhập tổ chức có trụ sở tại Doha này. Sơ đồ tổ chức của GOIC gồm có các thành viên Ban quản trị và Tổng thư ký. Ban quản trị gồm đại biểu của các quốc gia thành viên.

## Tổng thư ký
| Nhiệm kỳ                                 | Tên                               | Quốc gia    |
| ---------------------------------------- | --------------------------------- | ----------- |
| 26 tháng 5 năm 1981 – tháng 4 năm 1993   | Abdullah Bishara                  | Kuwait      |
| tháng 4 năm 1993 – tháng 4 năm 1996      | Fahim bin Sultan Al Qasimi        | UAE         |
| tháng 4 năm 1996 – 31 tháng 3 năm 2002   | Jamil Ibrahim Hejailan            | Ả Rập Xê Út |
| 1 tháng 4 năm 2002 – 31 tháng 3 năm 2011 | Abdul Rahman bin Hamad Al Attiyah | Qatar       |
| 1 tháng 4 năm 2011 – nay                 | Abdullatif bin Rashid Al Zayani   | Bahrain     |

## Quốc gia thành viên
| Flag                                 | Tên thường gọi                       | Tên chính thức                       | Tên chính thức                       | Mô hình chính phủ                     |
| Flag                                 | Tên thường gọi                       | Phiên dịch                           | Latinh hóa tiếng Ả Rập               | Mô hình chính phủ                     |
| ------------------------------------ | ------------------------------------ | ------------------------------------ | ------------------------------------ | ------------------------------------- |
| Bahrain                              | Bahrain                              | Vương quốc Bahrain                   | Mamlakat al-Baḥrayn                  | quân chủ lập hiến                     |
| Kuwait                               | Kuwait                               | Nhà nước Kuwait                      | Dawlat al-Kuwayt                     | hệ thống nghị viện, quân chủ lập hiến |
| Oman                                 | Oman                                 | Vương quốc Oman                      | Salṭanat ʻUmān                       | quân chủ chuyên chế                   |
| Qatar                                | Qatar                                | Nhà nước Qatar                       | Dawlat Qaṭar                         | quân chủ lập hiến                     |
| Ả Rập Xê Út                          | Ả Rập Xê Út                          | Vương quốc Ả Rập Xê Út               | Al-Mamlaka al-ʻArabiyya as-Suʻūdiyya | quân chủ chuyên chế                   |
| Các Tiểu vương quốc Ả Rập Thống nhất | Các Tiểu vương quốc Ả Rập Thống nhất | Các Tiểu vương quốc Ả Rập Thống nhất | Al-Imārāt al-‘Arabīyah al-Muttaḥidah | quân chủ liên bang                    |

## Thể thao
Liên minh đóng vai trò là mọt tổ chức hợp tác và thi đấu thể thao. Các quốc gia GCC có một Hội nghị bộ trưởng thanh niên và thể thao hàng năm để thúc đẩy các sáng kiến thanh niên và thể thao trong khu vực; năm 2015 họ tụ họp lần thứ 29. Đề xướng đăng cai các sự kiện thể thao quốc tế cũng được sử dụng như một mục đích kinh tế đối với các quốc gia trong liên minh, kéo theo đầu tư và phát triển trong khu vực.
Đại hội Thể thao GCC được tổ chức bốn năm một lần, được liên minh thành lập và tổ chức lần đầu vào năm 2011. Có một số giải vô địch GCC tồn tại từ lâu cho các môn thể thao đơn lẻ như điền kinh (lần đầu vào năm 1986) thuyền buồm, bóng rổ, bơi, quần vợt, thể dục dụng cụ, cử tạ, bóng đá trong nhà, snooker, và bóng bàn.

## Các quốc gia liên quan
Từ khi hội đồng hình thành vào năm 1981, số quốc gia thành viên không tăng lên, toàn bộ thành viên là các quốc gia quân chủ Ả Rập.
Một số quốc gia GCC có biên giới trên bộ với Iraq, Jordan và Yemen, và biên giới trên biển với Iran, Ai Cập, Sudan, Eritrea, Djibouti, Somalia, và Pakistan.
Iraq là quốc gia Ả Rập duy nhất giáp với vịnh Ba Tư song lại không phải là thành viên của hội đồng. Tư cách thành viên liên kết của Iraq bị đình chỉ vào năm 1990 sau khi họ xâm lược Kuwait trong chiến tranh Vùng Vịnh. Năm 2009, có tường thuật rằng Iraq được bố trí gia nhập cartel của Ủy ban Thương mại GCC. Năm 2012, Bộ trưởng Quốc phòng Iraq Saadoun al-Dulaimi phát biểu rằng Iraq muốn gia nhập GCC. Kuwait ủng hộ Iraq gia nhập GCC.
Trong tháng 12 năm 2012, tại hội nghị thượng đỉnh Manama, các quốc gia GCC kêu gọi Iran kết thúc can thiệp vào nội vụ của họ.
Tháng 5 năm 2011, thỉnh cầu gia nhập GCC của Jordan được chấp thuận sau 15 năm đệ trình, và Maroc được mời gia nhập tổ chức. Trong tháng 9 năm 2011, một kế hoạch 5 năm cho hai quốc gia được đưa ra sau mọ hội nghị giữa bộ trưởng ngoại giao của hai quốc gia này và các ngoại trưởng GCC. Mặc dù một kế hoạch gia nhập đang được nghiên cứu, song không có thời gian biểu, và các thảo luận vẫn tiếp tục. Do Jordan và Maroc là các quốc gia quân chủ Ả Rập duy nhất hiện không phải thành viên của hội đồng, các thành viên hiện nay nhìn nhận họ là các đồng minh tiềm năng hùng cường. Jordan có biên giới với Ả Rập Xê Út và có liên kết kinh tế với các quốc gia vịnh Ba Tư. Mặc dù Maroc không nằm gần vịnh Ba Tư, song Bộ trưởng Ngoại giao Maroc Taieb Fassi Fihri lưu ý rằng "khoảng cách địa lý không cản trở quan hệ mạnh mẽ".
Yemen đang thương lượng về tư cách thành viên GCC, và từng hy vọng gia nhập vào năm 2015. Mặc dù không giáp với vịnh Ba Tư, song Yemen nằm trên bán đảo Ả Rập và tương đồng về văn hóa và lịch sử với các thành viên của GCC. GCC đã phê chuẩn đơn gia nhập của Yemen vào Cơ quan Tiêu chuẩn hóa GCC, Tổ chức Vùng Vịnh về Tư vấn Công nghiệp (GOIC), Cơ quan Kiểm toán và Kế toán GCC, Cơ quan Phát thanh và Truyền hình Vùng Vịnh, Hội đồng các Bộ trưởng Y tế GCC, Cục Giáo dục và Đào tạo GCC, Hội đồng Bộ trưởng Lao động và các vấn đề xã hội GCC, và giải bóng đá Vùng Vịnh. Hội đồng ban hành chỉ thị rằng toàn bộ các biện pháp pháp lý cần thiết được tiến hành để Yemen có quyền lợi và nghĩa vụ tương tự các quốc gia thành viên GCC trong các tổ chức này.